# 魏麟徵
魏麟征，江苏省溧阳县后周镇（现为别桥镇）魏笪村人，清朝政治人物。进士出身。
魏麟征曾于康熙四十一年（1702年）接替赵世锡任邵武府知府一职，康熙五十四年（1715年）由戴振河接任。